# Landkreis Jerichow II

Wappen des Kreises Jerichow II

Der Landkreis Jerichow II, ursprünglich Kreis Jerichow II, bestand in der preußischen Provinz Sachsen und dem Land Sachsen-Anhalt der SBZ bzw. DDR von 1816 bis zum 30. Juni 1950.

## Verwaltungsgeschichte

### Königreich Preußen
Im Rahmen der Preußischen Verwaltungsreformen nach dem Wiener Kongress wurde zum 1. Juli 1816 der Kreis Jerichow II im Regierungsbezirk Magdeburg der Provinz Sachsen eingerichtet. Der Kreis ging aus dem 2. Distrikt des Jerichower Kreises des ehemaligen Herzogtums Magdeburg hervor. Erster Landrat, von 1816 bis 1821, war Christian Karl Wilhelm von Katte, der die schwierige Aufgabe hatte, den Landkreis in Verwaltung, Infrastruktur und Wirtschaftsweise neu zu ordnen. Das Landratsamt war in Genthin, von 1846 bis 1848 allerdings in Redekin. Zum 1. Januar 1818 erhielt der Kreis die Dörfer Bahnitz und Ritzahn vom Regierungsbezirk Potsdam.

### Norddeutscher Bund/Deutsches Reich
Seit dem 1. Juli 1867 gehörte der Kreis zum Norddeutschen Bund und seit dem 1. Januar 1871 zum Deutschen Reich. Zum 21. Juli 1875 wurde der Gutsbezirk Gränert aus dem Kreis Zauch-Belzig, Provinz Brandenburg, Regierungsbezirk Potsdam, in den Kreis Jerichow II umgegliedert.
Gegen Ende der 1920er wurden die Gutsbezirke im Kreis aufgelöst und benachbarten Landgemeinden zugeteilt. Nach Auflösung der Provinz Sachsen zum 1. Juli 1944 gehörte der Kreis zur neuen Provinz Magdeburg, Regierungsbezirk Magdeburg.
Im Frühjahr 1945 wurde das Kreisgebiet durch die Rote Armee besetzt.

### Sowjetische Besatzungszone/Deutsche Demokratische Republik
Am 1. Juli 1950 kam es in der DDR zu einer ersten Verwaltungsreform:
- Der nunmehr Landkreis Jerichow II genannte Kreis wurde aufgelöst.
- Die Gemeinden Göttlin, Grütz, Kirchmöser und Neue Schleuse wechselten in den Landkreis Westhavelland im Land Brandenburg.
- Die Gemeinde Reesen wechselte in den Landkreis Burg.
- Die restlichen Gemeinden bildeten den neuen Landkreis Genthin.

Im Zuge der Verwaltungsreform von 1952 in der DDR wurden an der Abgrenzung des Landkreises umfangreiche Änderungen vorgenommen:
- Die Gemeinden Großwusterwitz, Rogäsen, Viesen und Warchau kamen zum Kreis Brandenburg-Land im Bezirk Potsdam.
- Die Gemeinde Krüssau kam zum Kreis Burg im Bezirk Magdeburg.
- Die Stadt Sandau a./Elbe sowie die Gemeinden Böhne, Fischbeck, Hohengöhren, Kamern, Klietz, Kuhlhausen, Mangelsdorf, Schollene, Schönfeld, Schönhausen (Elbe), Sydow, Vieritz, Warnau, Wudicke, Wust und Zollchow kamen zum Kreis Havelberg im Bezirk Magdeburg.
- Die Gemeinden Milow, Möthlitz, Nitzahn und Steckelsdorf kamen zum Kreis Rathenow im Bezirk Potsdam.
- Alle übrigen Gemeinden, darunter die Städte Genthin und Jerichow, bildeten den Kreis Genthin im Bezirk Magdeburg.

## Einwohnerentwicklung
| Jahr | Einwohner | Quelle |
| ---- | --------- | ------ |
| 1816 | 32.181    | [ 2 ]  |
| 1843 | 43.686    | [ 3 ]  |
| 1871 | 52.920    | [ 4 ]  |
| 1890 | 55.717    | [ 5 ]  |
| 1900 | 57.768    | [ 5 ]  |
| 1910 | 60.403    | [ 5 ]  |
| 1925 | 67.707    | [ 5 ]  |
| 1933 | 69.052    | [ 5 ]  |
| 1939 | 75.736    | [ 5 ]  |
| 1946 | 98.339    | [ 6 ]  |

## Kommunalverfassung bis 1945
Der Kreis Jerichow II gliederte sich in Städte, in Landgemeinden und – bis zu deren Auflösung im Jahre 1929 – in selbstständige Gutsbezirke. Mit Einführung des preußischen Gemeindeverfassungsgesetzes vom 15. Dezember 1933 sowie der Deutschen Gemeindeordnung vom 30. Januar 1935 wurde zum 1. April 1935 das Führerprinzip auf Gemeindeebene durchgesetzt. Eine neue Kreisverfassung wurde nicht mehr geschaffen; es galt weiterhin die Kreisordnung für die Provinzen Ost- und Westpreußen, Brandenburg, Pommern, Schlesien und Sachsen vom 19. März 1881.

## Wappen
Das Wappen wurde am 21. April 1938 durch den Oberpräsidenten der Provinz Sachsen verliehen.
Blasonierung: „Geviert; Feld 1 und 4: von Rot über Silber geteilt; Feld 2 und 3: in Blau ein goldenes dreiblättriges Kleeblatt, bewinkelt von drei silbernen Eichenblättern.“
Im Feld 1 und 4 weisen die Teilung und die Farben Rot/Silber auf das Wappen des ehemaligen Erzbistums/Herzogtums Magdeburg. Ein kleiner Teil des Kreises Jerichow II, bis 1816 zur Altmark gehörig, war seit 1562 Lehen der Familie von Bismarck und umschloss auch Schönhausen, den Geburtsort Otto von Bismarcks. Dieser historische Zusammenhang erklärt die Aufnahme des Familienwappens von Bismarck in das Wappen des Landkreises Jerichow II (Feld 2 und 3).

## Landräte
- Karl von Katte 1816 (komm.), 1817–1821
- Wilhelm von Arnim 1821–1845[7]
- Eduard von Alvensleben 1845–1862
- Heinrich von Brauchitsch 1863–1871
- Ludwig von Wartensleben 1872–1901
- Wolfgang von Plotho 1901–1904
- Kersten von Schenck 1904–1920
- Kurt Häntzschel 1921–
- Johannes Knust 1935–1945
- Paul Albrecht 1945–1949

## Städte und Gemeinden

Siedlungs- und Wüstungskarte der Kreise Jerichow I und Jerichow II von Gustav Reischel (1930)

### Stand 1945
Der Kreis Jerichow II umfasste 1945 drei Städte und 89 weitere Gemeinden:
| - Altbensdorf - Altenklitsche - Bahnitz - Bergzow - Böhne - Brettin - Briest - Buckow - Bützer - Derben - Dretzel - Ferchels - Ferchland - Fienerode - Fischbeck - Garz - Genthin, Stadt - Gladau - Gollwitz - Göttlin - Großdemsin - Großmangelsdorf - Großwudicke | - Großwulkow - Großwusterwitz - Grütz - Güsen - Hohenbellin - Hohengöhren - Hohenseeden - Jerchel - Jerichow, Stadt - Kabelitz - Kade - Kamern - Karow - Kirchmöser - Kleinmangelsdorf - Kleinwulkow - Kleinwusterwitz - Klietz - Klietznick - Knoblauch - Krüssau - Kuhlhausen - Kützkow | - Lübars - Mahlenzien - Melkow - Milow - Molkenberg - Möthlitz - Mützel - Neubensdorf - Neue Schleuse - Neuenklitsche - Neuermark - Neuwartensleben - Nielebock - Nitzahn - Paplitz - Parchen - Parey - Redekin - Reesen - Rehberg - Rogäsen - Roßdorf - Sandau a./Elbe, Stadt | - Scharlibbe - Scharteucke - Schlagenthin - Schmetzdorf - Schollene - Schönfeld - Schönhausen (Elbe) - Seedorf - Steckelsdorf - Steinitz - Sydow - Tucheim - Vehlen - Vieritz - Viesen - Warchau - Warnau - Woltersdorf - Wulkau - Wust - Zabakuck - Zerben - Zollchow |

### Bis 1945 aufgelöste oder ausgeschiedene Gemeinden
- Altenplathow, 1923 zu Genthin
- Altmilow, Neumilow und Leopoldsburg, 1914 zur Gemeinde Milow zusammengeschlossen[8]
- Gütter, 1930 zur kreisfreien Stadt Burg bei Magdeburg
- Wendeberg, 1929 zu Knoblauch